# Plano Balcerowicz
O Plano Balcerowicz (em polonês: plan Balcerowicza), também conhecido como "Terapia de Choque", foi um conjunto de reformas econômicas implementado na Polônia a partir de 1989 que visava transformar a economia planificada do país em uma economia de mercado.
As reformas implementadas a partir de 1° de janeiro de 1990 incluíam controle rigoroso da política monetária, corte de subsídios estatais e limitação do déficit orçamentário, liberação de 90% dos preços, conversibilidade interna do złoty, eliminação do monopólio estatal no comércio exterior, início do programa de privatização, criação do mercado de capitais e reforma do sistema bancário.
O Plano Balcerowicz é considerado caso de estudo em economia da transição, exemplo de reforma estrutural bem-sucedida e modelo para outros países em transição econômica, como a Argentina sob o governo de Javier Milei.
Em 2015, o Banco Mundial classificou a Polônia como o primeiro país do Leste Europeu a alcançar o status de economia desenvolvida.

## Contexto histórico
A Polônia, como outros países do Bloco Oriental, enfrentava graves problemas econômicos no final dos anos 1980. O sistema de economia planificada mostrava sinais de esgotamento, com crônica escassez de produtos, hiperinflação (atingindo 639,6% em 1989), dívida externa de US$ 42,3 bilhões e baixa produtividade industrial.
Com a queda do governo comunista em 1989, o novo ministro das Finanças, Leszek Balcerowicz, foi encarregado de elaborar um plano de reformas radicais, que foi desenvolvido entre agosto e dezembro de 1989 por uma equipe que incluía Stanisław Gomułka, Stefan Kawalec e Wojciech Misiąg. Inspirado nas ideias do economista Jeffrey Sachs, foi apresentado publicamente em 6 de outubro de 1989 em entrevista coletiva transmitida pela TVP.

## Impactos e consequências
Apesar da queda de 18% do PIB em 1990-1991 e do empobrecimento temporário de parte da população, o plano apresentou resultados positivos em pontos como a queda da inflação para 70% em 1990 e 60% em 1991, o fim da escassez de produtos, a atração de investimentos estrangeiros e a recuperação econômica a partir de 1992.
Reformas semelhantes foram implementadas em outros países pós-comunistas:
| País            | Ano  | Taxa de sucesso |
| --------------- | ---- | --------------- |
| Tchecoslováquia | 1991 | Moderado        |
| Rússia          | 1992 | Limitado        |
| Estônia         | 1992 | Alto            |